# Tikhon Khrennikov
Tikhon Nikolaïevitch Khrennikov (en russe : Тихон Николаевич Хренников) est un compositeur et homme politique russe, né le 10 juin 1913 à Ielets (oblast de Lipetsk) et mort à Moscou le 14 août 2007.

## Biographie
Khrennikov étudie le piano dès l'enfance, puis la composition au Conservatoire Gnessine avec Mikhaïl Gnessine et Yefraïm Gelmande, de 1929 à 1932, lorsqu'il déménage à Moscou.
De 1932 à 1936, il se perfectionne à la composition avec Litinsky et Vissarion Chebaline au Conservatoire de Moscou, où Heinrich Neuhaus est son professeur de piano. Il écrit son premier concerto pour piano pendant ses études, puis obtient son diplôme avec la symphonie no 1 en 1936.
En 1948, Andreï Jdanov nomme Khrennikov au poste de secrétaire général de l'Union des compositeurs soviétiques, un poste qu'il va conserver jusqu'à la disparition de l'URSS en 1991. Son influence sur la musique de ses contemporains va être redoutée par les plus grands, au premier rang desquels Prokofiev et Chostakovitch, critiqués en 1948 notamment pour leur formalisme qui s'éloignent du réalisme socialiste. Nikolaï Miaskovski, Aram Khatchatourian et surtout Alfred Schnittke ont également été sous le feu des critiques.
Conscient de la valeur de Prokofiev et Chostakovitch, il leur a permis de faire amende honorable, comme le démontre l'attribution du prix Staline en 1950 aux deux hommes.
Il a été pendant vingt-cinq ans membre du jury du concours Tchaïkovski et fut professeur au conservatoire de Moscou.
Ses compositions sont toujours jouées en Russie, notamment celles qui encensent le réalisme soviétique, tout comme ses chants et ses musiques de film.

## Œuvres principales
Il a écrit trois symphonies, quatre concertos pour piano, deux concertos pour violon, deux concertos pour violoncelle, des opéras, opérettes et ballets, de la musique de chambre et de la musique de film.

### Œuvres orchestrales
- Symphonie no 1, op. 4 (1933-35)
- Symphonie no 2, op. 9 (1940-42, rév. 1944)[1]
- Symphonie no 3, op. 22 (1973)[2]

### Œuvres concertantes
- Concerto pour piano no 1, op. 1 (1932/33)[3]
- Concerto pour piano no 2, op. 21 (1971/72)[4]
- Concerto pour piano no 3, op. 28 (1983/84)[5]
- Concerto pour piano no 4, op. 37 (1991)
- Concerto pour violon no 1, op. 14 (1958/59)[6]
- Concerto pour violon no 2, op. 23 (1975)[7]
- Concerto pour violoncelle no 1, op. 16 (1964)[8]
- Concerto pour violoncelle no 2, op. 30 (1986)[9]

### Opéra
- Dans la tempête, op. 8 (1936-39, rév. 1952)
- Frol Skobeïev (Le Gendre sans famille), op. 12 (1945-1950, rév. 1966)
- La Mère, op. 13 (1952-57)
- Cent démons et une femme, op. 15 (1962/63)
- L'Enfant géant, op. 18 (1968/69)
- Du bruit au cœur (1972/73)
- Dorothea, op. 27 (1982/83)
- Le Veau d'or, op. 29 (1984/85)
- Le Roi nu, op. 31 (1988)
- À 18 heures, après la guerre (2003)

### Musique de chambre
- Quatuor à cordes, op. 33 (1988)
- Sonate pour violoncelle et piano, op. 34 (1989)[10]
- 5 études pour instruments à vent, op. 35 (1990)
- Klavierstücke

## Discographie
Ses trois symphonies (no 1 op.4, no 2 op.9, no 3 op.22) ont été remarquablement interprétées par Evgueni Svetlanov et l'Orchestre symphonique de la fédération de Russie : enregistrements de 1973 & 1978, distribués par Scribendum
Concertos pour violon et orchestre no 1 & no 2 et Concertos pour Piano et orchestre no 2 & no 3 : Maxime Venguerov, Vadim Repine, Evgeny Kissin, Tikhon Khrennikov, Orchestre Philharmonique de Moscou, dirigé par Vladimir Fedosseïev, enregistrements de 1988 distribués par Relief
Napoléon-Bonaparte, ballet de 1995 : Orchestre présidentiel de la Fédération de Russie, dirigé par Pavel Ovsyannikov, enregistrement de 1996, distribué par Russian Disc
D'autres enregistrements ont existé en microsillons 33 tours, mais ne sont apparemment jamais reparus en CD, du moins en France. Exemples :
- Le concerto no 1 en ut majeur op.16 pour violoncelle et orchestre + Symphonie no 2 en ut mineur op.9, par Mikhaïl Khomitser (violoncelle) et l'Orchestre Symphonique de la RTV d'URSS, dirigé par Guennadi Rojdestvenski, distribué par Melodiya/EMI
- Les concertos pour piano et orchestre no 1 & no 2, par Tikhon Khrennikov (piano), Orchestre Philharmonique de Moscou dirigé par Kirill Kondrachine (no 1) et Orchestre National d'URSS dirigé par Evgueny Svetlanov (no 2), distribué par Le Chant du Monde
- L'Amour pour l'Amour, ballet en 2 actes op.24 (extraits) : Orchestre du Théâtre Bolchoï de Moscou, dirigé par Alexandre Kopilov, distribué par Le Chant du Monde, série "Les grands ballets du Bolchoï"

## Filmographie

### Acteur

#### Cinéma
- 1941 : Rencontre à Moscou ou la Porchère et le Berger
- 1948 : The Train Goes East : passager de la voiture-restaurant (non crédité)

### Compositeur

#### Cinéma
- 1926 : La Mère
- 1939 : Borba prodoljaetsia, Le Combat continue
- 1941 : Rencontre à Moscou ou la Porchère et le Berger
- 1944 : Six heures après la victoire
- 1948 : The Train Goes East
- 1951 : Le Chevalier à l'étoile d'or
- 1951 : Les Mineurs du Don
- 1954 : Trois Hommes sur un radeau
- 1956 : Beaucoup de bruit pour rien
- 1958 : La Fille du capitaine
- 1962 : La Ballade des Hussards
- 1965 : Camarade Arsène
- 1967 : Parol ne nuzhen
- 1969 : Troye
- 1972 : Rousslan et Ludmilla
- 1973 : Talanty i poklonniki
- 1977 : Dodumalsya, pozdravlyayu
- 1983 : Lyubovyu za lyubov
- 2001 : Deux camarades

#### Télévision

##### Séries télévisées
- 1972 : Vera, Nadejda, Lioubov
- 1976 : Vremya vybralo nas

##### Téléfilms
- 1978 : Duenya
- 1980 : Antarkticheskaya povest
- 1980 : Kopilka

## Hommages
L'astéroïde (4515) Khrennikov est nommé en son honneur.